# Erzbistum Saurimo
Das Erzbistum Saurimo (lat.: Archidioecesis Saurimoensis) ist ein in Angola gelegenes römisch-katholisches Erzbistum mit Sitz in Saurimo.

## Geschichte
Papst Paul VI. gründete das Bistum Henrique de Carvalho mit der Apostolischen Konstitution Ut apostolicum am 10. August 1975 aus Gebietsabtretungen des Bistums Malanje und es wurde dem Erzbistum Luanda als Suffragandiözese unterstellt.
Am 16. Mai 1979 nahm es den aktuellen Namen an. Am 9. November 2001 verlor es einen Teil seines Territoriums an das Bistum Dundo.
Am 12. April 2011 wurde die Diözese von Papst Benedikt XVI. in den Rang der Metropolitanerzdiözese erhoben und ihr die Diözesen Lwena und Dundo als Suffraganbistum unterstellt. Der bisherige Bischof und Apostolische Administrator José Manuel Imbamba wurde zum ersten Erzbischof ernannt.

## Ordinarien

### Bischöfe von  Henrique de Carvalho/Saurimo
- Manuel Franklin da Costa (10. August 1975 – 3. Februar 1977, dann Erzbischof von Huambo)
- Pedro Marcos Ribeiro da Costa (3. Februar 1977 – 15. Januar 1997)
- Eugenio Dal Corso PSDP (15. Januar 1997– 18. Februar 2008, dann Bischof von Benguela)

### Erzbischof von Saurimo
- José Manuel Imbamba (seit 12. April 2011)

## Statistik
| Jahr | Bevölkerung | Bevölkerung | Bevölkerung | Priester   | Priester           | Priester         | Priester               | Ordensleute | Ordensleute | Pfarreien |
| Jahr | Katholiken  | Einwohner   | %           | Gesamtzahl | Diözesan- priester | Ordens- priester | Katholiken je Priester | männlich    | weiblich    | Pfarreien |
| ---- | ----------- | ----------- | ----------- | ---------- | ------------------ | ---------------- | ---------------------- | ----------- | ----------- | --------- |
| 1980 | 41.000      | 307.500     | 13,3        | 8          |                    | 8                | 5.125                  | 9           | 15          | 7         |
| 1990 | 46.000      | 369.000     | 12,5        | 8          | 4                  | 4                | 5.750                  | 6           | 18          | 10        |
| 2000 | 80.500      | 740.000     | 10,9        | 10         | 6                  | 4                | 8.050                  | 4           | 22          | 3         |
| 2004 | 56.000      | 380.000     | 14,7        | 9          | 6                  | 3                | 6.222                  | 4           | 16          | 3         |
| 2010 | 61.700      | 410.000     | 15,0        | 18         | 9                  | 9                | 3.427                  | 12          | 26          | 5         |
| 2020 | 70.601      | 522.077     | 13,5        | 18         | 8                  | 10               | 3.922                  | 18          | 27          | 6         |